# Michele Pazienza
Michele Pazienza (San Severo, 5 de agosto de 1982) é um futebolista italiano que atua como volante. Atualmente, joga pelo Bologna.